# Oita Trinita
Oita Trinita (Japans: 大分トリニータ, Ōita Torinīta) is een Japanse club die uitkomt in de J1 League. De thuisbasis van de club is het Ōitastadion, beter bekend als Big Eye.

## Geschiedenis
De ploeg startte in 1994 onder de naam Oita Trinity. De clubnaam is een combinatie van het Engelse woord trinity of het Italiaanse trinità met de naam van de stad: Oita. De clubnaam betekent dat de uit de stad afkomstige inwoners, bedrijven en lokale overheden de wil hebben het team te steunen. Vanaf 1994 wist de club zich via de kampioenschappen van Oita en de Kyushu competitie te plaatsen voor de landelijke kampioenschappen. Daar werd het in 1996 tweede waardoor de club promoveerde naar de Japan Football League. In 1999 veranderde de club zijn naam naar Trinita na een conflict over de kopierechten. De club ontwikkelde zich door en belandde in de J-League Div. 2. Daar werd het twee jaar op rij 3e. Ondanks het feit dat de ploeg dus meevocht om de kopposities werd het in 2001 teleurstellend 6e. Het volgende seizoen werd er orde op zake gesteld en wist de ploeg via het kampioenschap promotie naar de J-League Div. 1 af te dwingen, waarin ze sindsdien uitkomen. In de periode 2003-2009 kwam de club uit in de J-League 1. In 2009 eindigde Oita op de voorlaatste plaats en degradeerde het terug naar de J-League 2, waar het na drie seizoenen opnieuw kon promoveren. Hier degradeerde het na één seizoen weer uit. Met ingang van het seizoen 2019 komt de ploeg weer uit op het hoogste niveau, nadat het het voorgaande seizoen vice-kampioen was geworden in de J2 League.

## Erelijst

### J2 League
- Winnaar in 2002

### J3 League
- Winnaar in 2016

### J-League Cup
- Winnaar in 2008

### Emperor's Cup
- Verliezend finalist in 2021

## Eindklasseringen
- Eerst wordt de positie in de eindranglijst vermeld, daarna het aantal teams in de competitie van het desbetreffende jaar. Voorbeeld 1/18 betekent plaats 1 van 18 teams in totaal.

| Jaar | J1    | J2    | J3   |
| ---- | ----- | ----- | ---- |
| 1999 | -     | 3/10  | -    |
| 2000 | -     | 3/11  | -    |
| 2001 | -     | 6/12  | -    |
| 2002 | -     | 1/12  | -    |
| 2003 | 14/16 | -     | -    |
| 2004 | 13/16 | -     | -    |
| 2005 | 11/18 | -     | -    |
| 2006 | 8/18  | -     | -    |
| 2007 | 14/18 | -     | -    |
| 2008 | 4/18  | -     | -    |
| 2009 | 17/18 | -     | -    |
| 2010 | -     | 15/19 | -    |
| 2011 | -     | 12/20 | -    |
| 2012 | -     | 6/22  | -    |
| 2013 | 18/18 | -     | -    |
| 2014 | -     | 7/22  | -    |
| 2015 | -     | 21/22 | -    |
| 2016 | -     | -     | 1/16 |
| 2017 | -     | 9/22  | -    |
| 2018 | -     | 2/22  | -    |
| 2019 | 9/18  | -     | -    |
| 2020 | /18   | -     | -    |

## Bekende (oud-)spelers
- Daiki Takamatsu
- Satoru Yamagishi
- Naoya Kikuchi
- Tomoki Iwata
- Lorenzo Staelens
- Magno Alves
- Dodô
- Edwin Ifeanyi
- Richard Witschge
- Patrick Zwaanswijk

## Bekende (oud-)trainers
- Han Berger
- Gerard van der Lem, assistent-trainer